# Правкин, Сергей Николаевич
Серге́й Никола́евич Пра́вкин (род. 20 января 1980, Рязань) — российский футболист, вратарь; тренер. Мастер спорта Украины.

## Карьера
Выступления на профессиональном уровне начал в 1998 году в «Спартаке» Рязань, выступавшем во втором дивизионе, зона «Центр». В 2000—2001 годах играл в чемпионате Украины за «Кривбасс» Кривой Рог. С 2003 года играет за российские клубы, в 2008 году провёл в Премьер-лиге 6 матчей за ярославский «Шинник». С 2011 года — игрок рязанской «Звезды» (с сезона-2014/15 — ФК «Рязань»).
В 2012 году играл в финальном этапе Кубка России по пляжному футболу за рязанский «Элекс-Фаворит».

## Достижения
- Бронзовый призёр чемпионата Украины: 2000.
- Победитель первого дивизиона России: 2007.
- Победитель зональных турниров второго дивизиона (2): 2004 («Юг»), 2005 («Центр»).
- Победитель Кубка ПФЛ: 2004.
- Лучший вратарь зональных турниров второго дивизиона (2): 2003 («Центр»), 2004 («Юг»)[2].